# Betreuungsgericht
Das Betreuungsgericht ist in Deutschland seit dem Inkrafttreten des Gesetzes zur Reform des Verfahrens in Familiensachen und in den Angelegenheiten der Freiwilligen Gerichtsbarkeit (FamFG) das für Betreuungs- und Unterbringungsangelegenheiten Volljähriger berufene Gericht. Früher wurde es Vormundschaftsgericht genannt.
Das FamFG hat als vollständige Neukodifizierung das bisherige FGG und das Buch 6 der ZPO zum 1. September 2009 abgelöst. Hierin enthalten ist auch eine Neuzuweisung der gerichtlichen Zuständigkeiten. Im Unterschied zum Betreuungsgericht werden die Zuständigkeiten für Angelegenheiten Minderjähriger seitdem beim Familiengericht konzentriert.
Vor dem 1. September 2009 war das Vormundschaftsgericht gebündelt zuständig für die rechtliche Betreuung von Volljährigen, eine Unterbringung nach dem jeweiligen Landesgesetz über die Unterbringung von psychisch Kranken (PsychKG), für Vormundschaften und Pflegschaften für Minderjährige und für Adoptionsverfahren.
Das Betreuungsgericht ist in Deutschland eine Abteilung des Amtsgerichts, § 23c GVG. Dort entscheiden Richter (als Einzelrichter, genannt Betreuungsrichter) oder Rechtspfleger. Das Rechtspflegergesetz regelt, für welche Angelegenheiten der Rechtspfleger im Unterschied zum Richter zuständig ist. Eine Besonderheit galt bis zum 1. Januar 2018 im württembergischen Teil von Baden-Württemberg: die Funktion des Betreuungsgerichtes übernahm der zuständige Notar nach Maßgabe von § 37 des Landesgesetzes Baden-Württemberg über die freiwillige Gerichtsbarkeit a.F.